# Classi9
『Classi9』（くらしっく）は、吉村旋による日本の漫画作品。スクウェア・エニックスのウェブコミック配信サイト『ガンガンONLINE』にて毎月第2週更新で連載された。

## あらすじ
楽都ウィーンの街にやって来た一人の少女、滝廉。彼女はメリテ音楽院に合格したため遥々日本からやって来たのだが、一つ問題が。メリテ音楽院は男子校であり、廉が合格したのも手違いであった。間違いに気がついた学院長が提示した条件は二つ。男装して男性名を名乗ること。そしてもう一つはそのことがバレない事。もしバレてしまったのであれば、彼女の秘密を知る男子生徒、モーツァルトもろとも退学になると言うのだ。

## 登場人物
滝 廉（たき れん）／滝 廉太郎（たき れんたろう）
ヴォルフガング・アマデウス・モーツァルト
ルートヴィヒ・ヴァン・ベートーヴェン
フランツ・リスト
フレデリック・ショパン
フランツ・ヨーゼフ・ハイドン
ヨハン・ゼバスティアン・バッハ
ピョートル・イリイチ・チャイコフスキー
リヒャルト・ワーグナー

## 書誌情報
- 吉村旋 『Classi9』スクウェア・エニックス〈ガンガンコミックスONLINE〉、全5巻
  1. 2015年10月22日発売[1]、ISBN 978-4-7575-4762-9
  2. 2016年3月22日発売[2]、ISBN 978-4-7575-4885-5
  3. 2016年7月22日発売[3]、ISBN 978-4-7575-5059-9
  4. 2017年4月22日発売[4]、ISBN 978-4-7575-5323-1
  5. 2017年4月22日発売[5]、ISBN 978-4-7575-5324-8